# Revue archéologique
La Revue archéologique est une revue scientifique française indépendante, consacrée à l'archéologie. Elle a été créée en 1844, ce qui fait d'elle l'un des plus anciens périodiques scientifiques français encore en activité. Elle est publiée à Paris par les Presses universitaires de France et diffusée sur Internet par l'intermédiaire du portail Cairn.info. Après le décès,  le 29 décembre 2017, de  Marie-Christine Hellmann, directrice de recherche au CNRS, la revue est dirigée par François Baratte. La revue est soutenue par le Centre national de la recherche scientifique et subventionnée par le Centre national du Livre.

## Histoire
La Revue archéologique est fondée en 1844 à Paris, avec pour titre complet Revue archéologique ou Recueil de documents et de mémoires relatifs à l'étude des monuments et à la philologie de l'Antiquité et du Moyen Âge (le titre complet est modifié en 1847 pour inclure la numismatique). La Revue change d'éditeur à plusieurs reprises : publiée d'abord chez Leleux, elle l'est ensuite chez Didier & Cie, puis chez Leroux, et finalement aux Presses universitaires de France.

## Principe
La Revue archéologique est une revue d'archéologie généraliste ; elle est centrée sur l'Antiquité gréco-romaine, mais aussi parfois sur d'autres aires géographiques, comme l'Italie étrusque, l'Asie ou le Proche-Orient ancien. Les articles qu'elle publie traitent de tous les domaines de la recherche : peinture, sculpture, céramique, artisanat, urbanisme, architecture, etc.. La revue comprend un comité scientifique international composé de douze spécialistes venus  de Grande-Bretagne, d'Allemagne, d'Espagne, de Grèce, d’Italie et de Russie, ainsi qu'un comité de lecture permanent qui se réunit deux fois l'an.
La Revue archéologique publie des articles scientifiques, après expertise, et des comptes rendus de lectures. La langue principale est le français, mais des articles en anglais, allemand, italien et espagnol sont régulièrement publiés. Les articles bénéficient d'illustrations en couleurs. Depuis 1967, la revue publie également dans ses pages le Bulletin de la Société française d'archéologie classique. Elle publie aussi des chroniques bibliographiques : actuellement une Chronique des verres grecs et romains et une Chronique d'architecture grecque, jusqu'en 2006 elle publiait des Recherches récentes sur les bronzes grecs et romains et, de 1992 à 2008,  tous les deux ans, un Bulletin analytique d'architecture du monde grec.
La diffusion de la Revue archéologique sur Internet a commencé en 2001 et se fait par l'intermédiaire du portail Cairn.info. Les sommaires des numéros, les comptes rendus, les résumés et plans des articles sont en accès libre ; l'accès au texte intégral est payant pour les numéros les plus récents, et devient libre après un délai de cinq ans.